# محيط حيوي خفي
المحيط الحيوي الخفي (بالإنجليزية: Shadow biosphere)‏ هو محيط حيوي ميكروبي افتراضي للأرض والذي يستخدم عمليات كيمياء حيوية وجزيئية مختلفة جذريا عما هو معروف في الحياة حاليا. رغم أن الحياة في الأرض مدروسة بشكل جيّد نسبيا، مازال المحيط الحيوي الخفي غير ملحوظ لأن الاكتشافات في العالم الميكروبي تستهدف أساسا الكيمياء الحيوية للكائنات الكبيرة. تمت صياغة المصطلح بواسطة كارول كليلند وشيلي كوبلي سنة 2005.

## الفرضية
تم اقتراح أن الحياة الأولى على الأرض شملت العديد من أصول الحياة، بعضها أنتج متغيرات كيميائية مختلفة عما نعرفه في الحياة. حاجَجَ علماء الكيمياء الحيوية بجامعة فلوريدا: ستيفن أ.برنر، ألونزو ريكاردو، وماثيو أ. كاريغان أنه إن كانت الكائنات المعتمدة على الرنا قد تواجدت ذات مرة، فإنه من الممكن أن تكون مازالت حية اليوم، غير ملحوظةٍ لأنها لا تحوي ريبوسومات، والتي تُستخدم عادة في اكتشاف الكائنات الحية الدقيقة. واقترحو البحث عليها في المحيطات قليلة الكبريت، محيطات مقيّدَةٌ مكانيا (مثل الأملاح ذات مسامات أقل من 1 ميكرومتر) أو محيطات تتراوح بين الحارة جدا والباردة جدا.
اقتراحات أخرى للمحيط الحيوي الخفي تشمل كائنات تستخدم تركيبات مختلفة من الأحماض الأمينية في بروتيناتها أو وحدات جزيئية مختلفة (قواعد نووية، وسكريات) في أحماضها النووية، لها يدوية تختلف عن الخاصة بنا، وتستخدم بعض الأحماض الأمينية غير القياسية، أو تستخدم الزرنيخ بدل الفوسفور. تحاجج البروفيسورة كارول كليلاند وهي مختصة في فلسفة العلم بجامعة كولورادو أن طلاء الصحراء -والذي مازال تصنيفه ككائن حي أو لا موضوع نقاش منذ زمن داروين- يجب أن يتم فحصه كمرشح محتمل لمحيط حيوي خفي.

## انتقادات
فكرة المحيط الحيوي الخفي غير مقبولة على نطاق واسع في الكيمياء الحيوية، والطرق المستعملة بواسطة أنصارها والخلاصات المستقاة من التجارب التي يُقصد بها تقديم أدلة على المحيطات الحيوية الخفية تم انتقادها. على سبيل المثال الدليل الذي كان يُعتقَد ذات مرة أنه يدعم الزرنيخ كبديل للفسفور في الدنا يمكن أن يكون نتيجة تلوث في المختبر أو ميدان البحث، كما أن الدنا الذي يحتوي على الزرنيخ غير مستقر كيميائيا.

## طالع المزيد
- Conover, Emily. (2015) 'Shadow biosphere' might be hiding strange life right under our noses, Science News, ساينس
- Cleland, C.E. (2006) Astrobiology Magazine A Shadow Biosphere
- Cleland, C.E. (2007) Epistemological issues in the study of microbial life: alternative biospheres. Studies in the History and Philosophy of Biological and Biomedical Sciences 38:847–861.
- Cleland, C. E. and Copley, S. D. (2005) The possibility of alternative microbial life on Earth. International Journal of Astrobiology 4(4), 165-173.
- Wolfe-Simon,F., Davies,P.C.W. and Anbar, A.D. (2009) Did nature also choose arsenic? International Journal of Astrobiology, Cambridge University Press دُوِي:10.1017/S1473550408004394
- Pace, N. R. (1997) A molecular view of microbial diversity and the biosphere. Science, 274, 734-740.
- Woese, C. R. (2004) The archaeal concept and the world it lives in: a retrospective. Photosynthesis Research, 80, 361-372.

## روابط خارجية
- بكتيريا تثير نقاشا حول محيط حيوي خفي
- نمط حياة بديل: العلماء يتنبؤون باحتمالة محيط حيوي خفي.